# 阿達米夫卡 (諾索夫卡區)
51°1′6″N 31°20′22″E / 51.01833°N 31.33944°E
阿達米夫卡（烏克蘭語：Адамівка），是烏克蘭北部的村莊，隸屬切爾尼希夫州的尼任區。該村始建於1600年，面積1.2平方公里，海拔高度115米，2001年人口464，人口密度每平方公里386.67人。